# Шайкашка

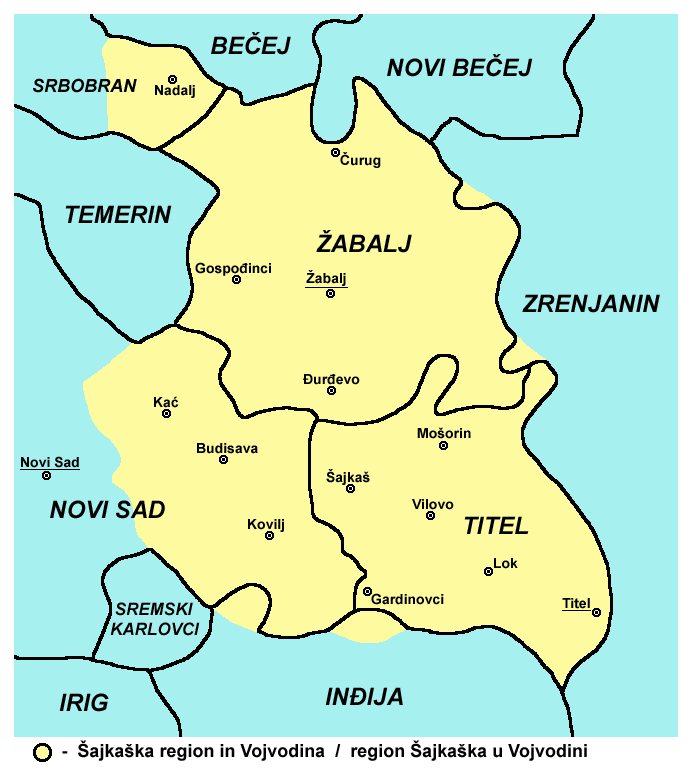
Местоположение Шайкашки в регионе Воеводина

Шайкашка (серб. Шајкашка) — географический регион в юго-восточной части Бачки, расположенной в автономном округе Воеводина в составе Сербии. Территория Шайкашки разделена на 4 муниципалитета: Тител, Жабаль, Нови-Сад, и Србобран. Центр Шайкашки Тител.

## Места Шайкашки
Муниципалитет Тител:
- Тител
- Вилово
- Гардиновци
- Лок
- Мошорин
- Шайкаш

Муниципалитет Жабаль:
- Жабаль
- Господьинци
- Джурджево
- Чуруг

Муниципалитет Нови-Сад:
- Ковиль
- Кач
- Будисава

Муниципалитет Србобран:
- Надаль

Заметка: Тител и Жабаль города и административные центры муниципалитетов. Другие места деревни.

## История

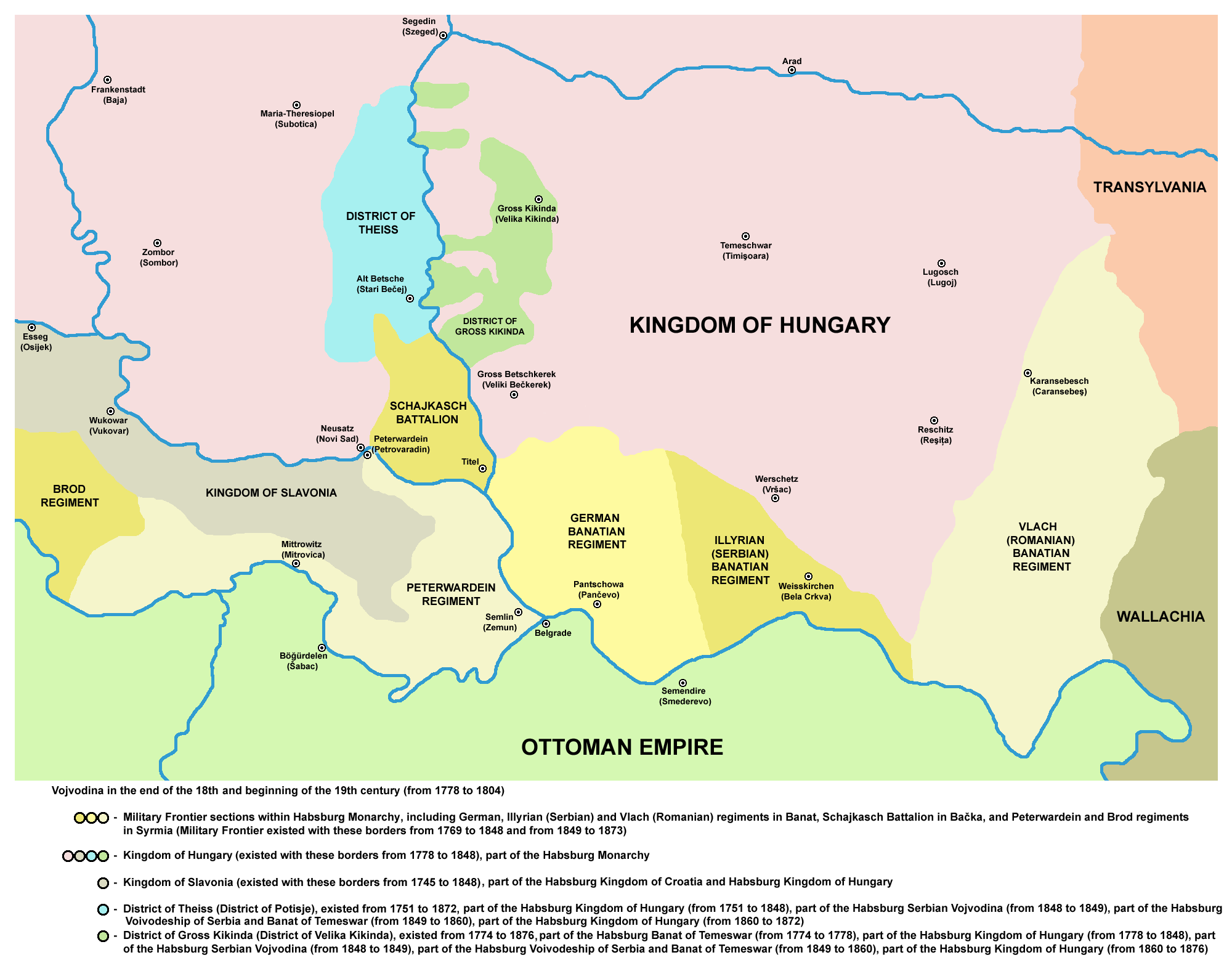
Место батальона на Шайкашке

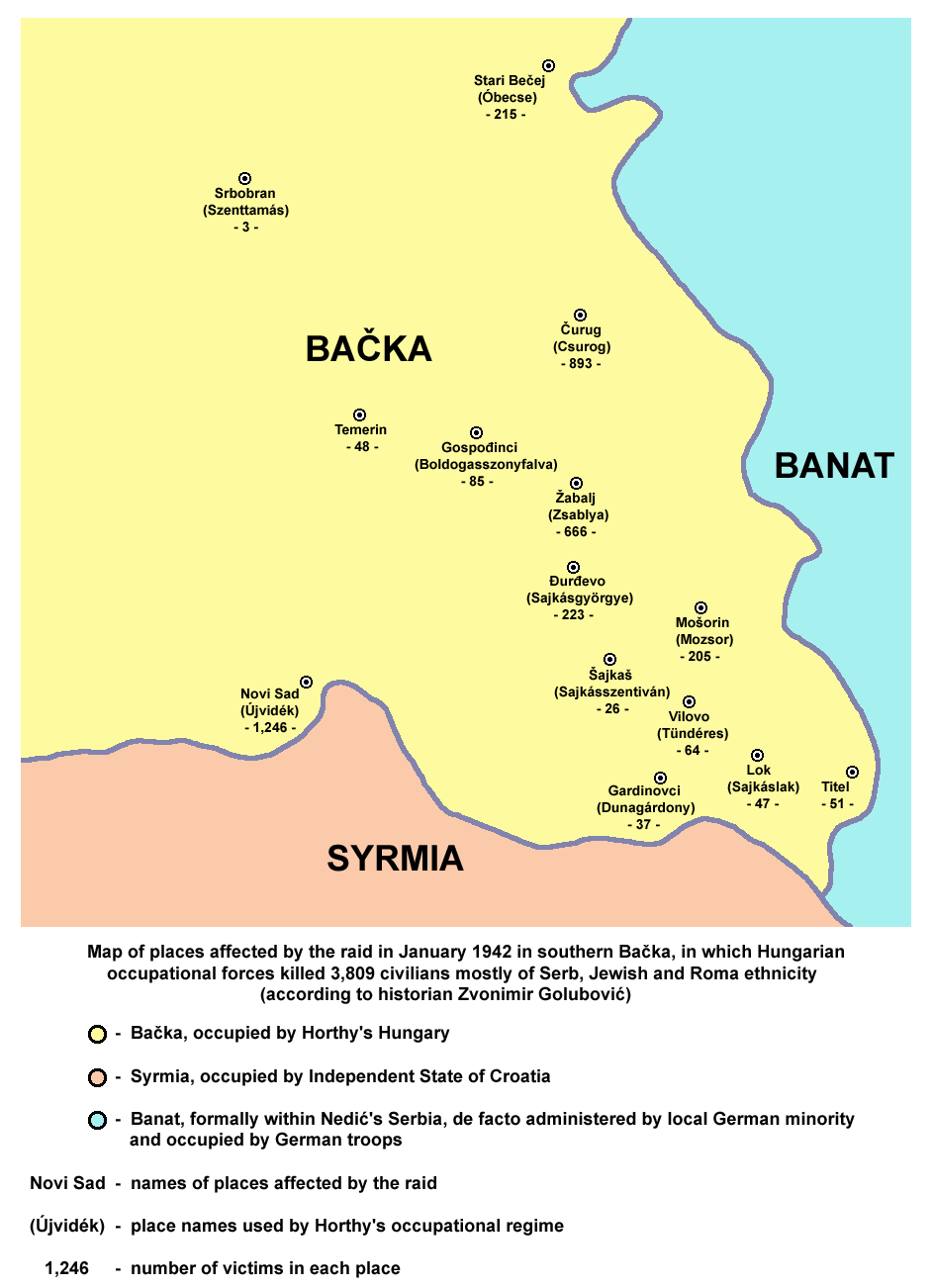
Карта мест задетых налётом в январе 1942 в южную Бачку (в основном в Шайкашку), в которой Венгерские оккупационные силы убили 3,809 граждан в основном сербскую, иудейскую и цыганскую национальность (согласно истории Звонимира Голубовича)

Название Шайкашка означает «земля шайкашей». Шайкаши были особым подразделением австрийской армии, которая передвигалась в узких, длинных лодках. Они действовали на Дунае, Тисе, Саве и Мароше. Среди них была распространена шапка-шайкача из валяной шерсти, которая после достижения Сербией независимости получила распространение вне Воеводины и стала частью сербского народного костюма.
Шайкашка, как часть пограничного укрепления, была основана в 1763 года. В начале, регион населяли сербы, которые были смелыми и опытными воинами. Шайкаши участвовали во многих битвах против турок и их участие было очень важным.
В 1852 году, Шайкашский батальон был трансформирован в Тителский пехотный батальон. Этот военный батальон был расформирован в 1873, и регион был зарегистрирован в комитат Бач-Бодрог.
Сегодня, Шайкашка, в основном, агрокультурный регион, с хорошо развитой пищевой индустрией. Жители региона не забыли их знаменитое прошлое.

## Культура
В регионе рядом с деревней Ковиль расположен сербский православный монастырь Ковиль. Монастырь был реконструирован в 1705—1707 годах. Согласно легенде, монастырь был основан первым Сербским архиепископом Святым Саввой в XIII веке.

## Галерея

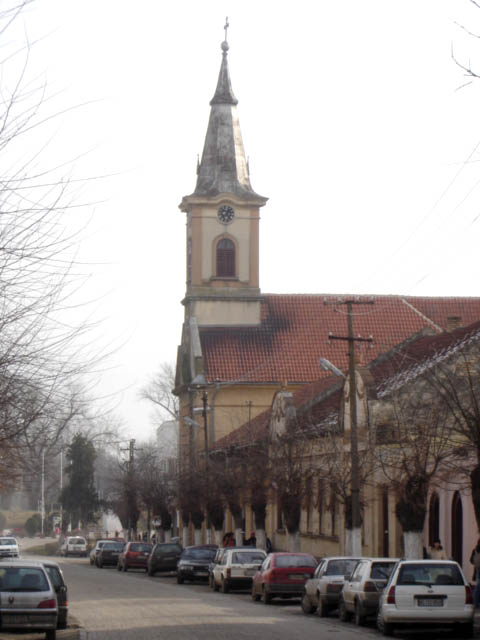
Тител
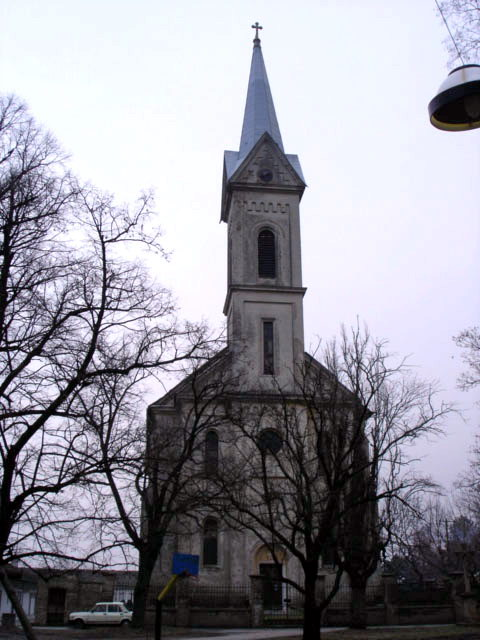
Жабаль
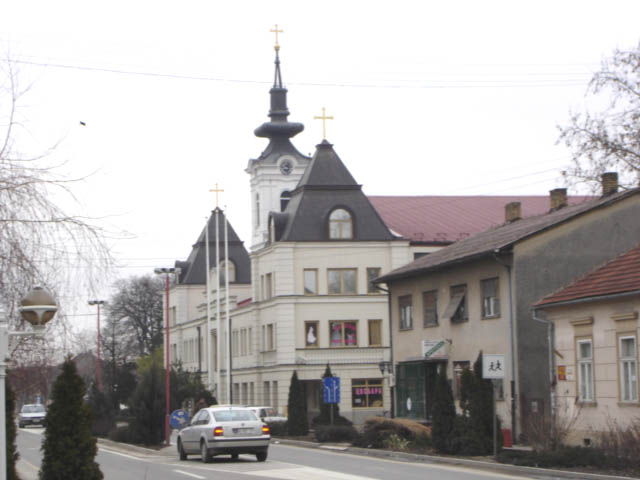
Кач
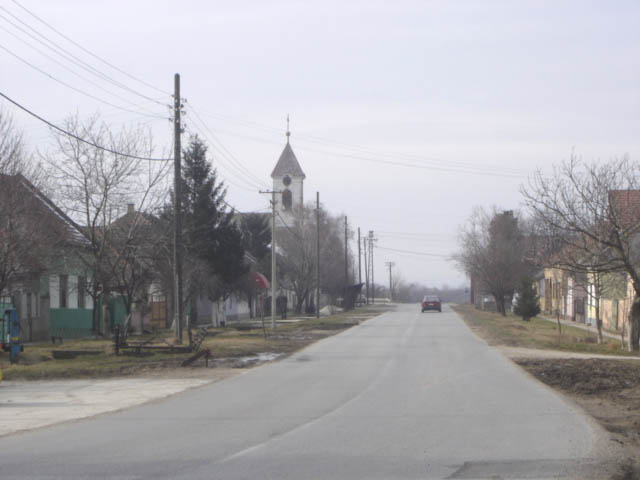
Вилово
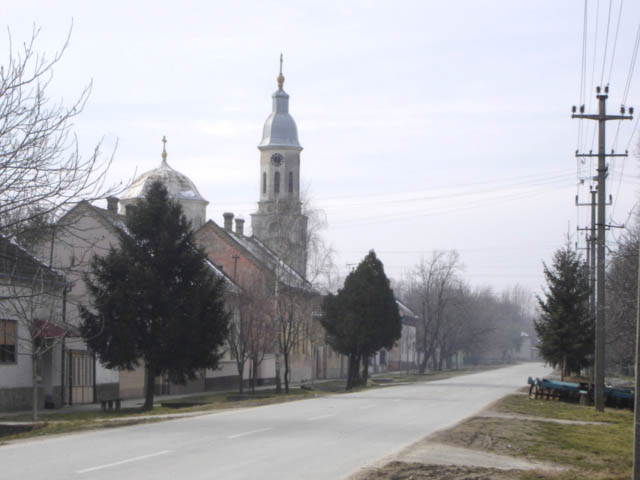
Гардиновци
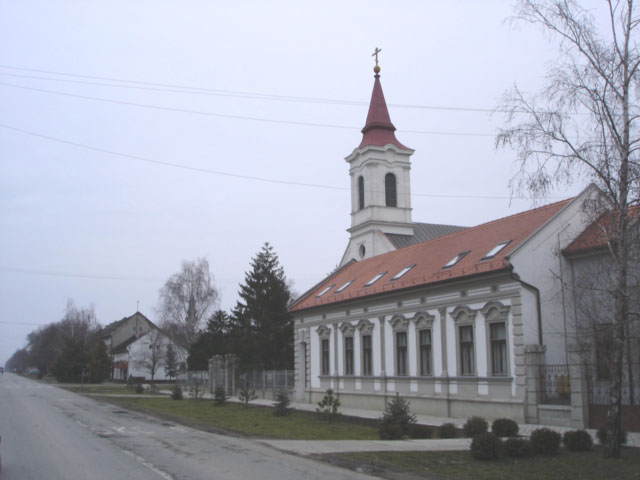
Джурджево
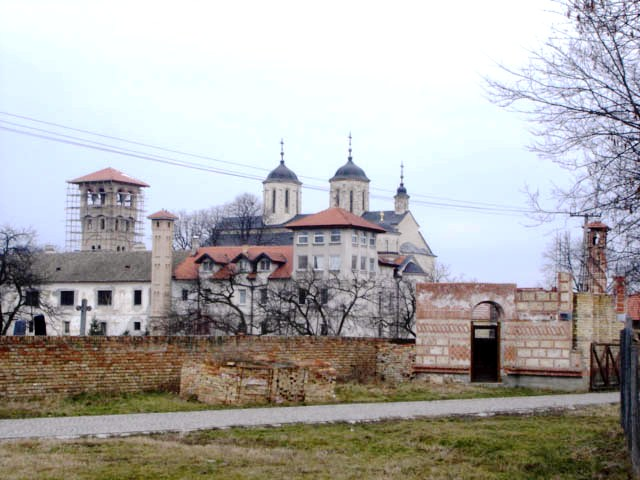
монастырь Ковиль